# Andreas Victor Walser
Andreas Victor Walser (* 23. September 1976 in Schiers) ist ein Schweizer Althistoriker.

## Leben
Andreas Victor Walser studierte von 1996 bis 2001 Alte Geschichte, Volkswirtschaftslehre und Militärgeschichte an der Universität Zürich. 2001 bestand er seine Lizenziatsprüfung. Zwischen 2000 und 2006 arbeitete Walser als Assistent bei Christian Marek, 2006 erfolgte die Promotion in Alter Geschichte. Für die Kommission für Alte Geschichte und Epigraphik in München wirkte er als Wissenschaftlicher Mitarbeiter (2006–2010) und Wissenschaftlicher Referent (2012–2016). Unterbrochen wurde die Tätigkeit bei der Kommission durch ein Post-Doctoral Fellowship (2010–2011) der VolkswagenStiftung am Humanities Center an der Harvard University und durch eine Stelle als Lehrkraft für besondere Aufgaben an der Ludwig-Maximilians-Universität München (2010–2012). 2016 wurde er Assistenzprofessor mit Tenure-Track für Geschichte der Alten Kulturen vom östlichen Mittelmeer bis zum Nahen Osten am Historischen Seminar der Universität Zürich.
Walser forscht besonders zu den Inschriften von Pergamon, zu Sympolitien und dem Ort Germia. Er ist verheiratet und hat eine Tochter.

## Schriften
- Bauern und Zinsnehmer. Politik, Recht und Wirtschaft im frühhellenistischen Ephesos (= Vestigia. Beiträge zur alten Geschichte. Band 59). C. H. Beck, München 2008, ISBN 978-3-406-57568-6 (zugleich Dissertation, Universität Zürich 2006).